# Norops
Norops este un gen de șopârle din familia Polychrotidae.

## Specii[1]
- Norops ahli
- Norops allogus
- Norops altae
- Norops alvarezdeltoroi
- Norops amplisquamosus
- Norops anisolepis
- Norops annectens
- Norops antonii
- Norops aquaticus
- Norops auratus
- Norops baccatus
- Norops barkeri
- Norops bicaorum
- Norops biporcatus
- Norops birama
- Norops bitectus
- Norops bocourtii
- Norops bombiceps
- Norops bouvierii
- Norops breedlovei
- Norops bremeri
- Norops capito
- Norops carpenteri
- Norops chrysolepis
- Norops cobanensis
- Norops compressicauda
- Norops concolor
- Norops confusus
- Norops conspersus
- Norops crassulus
- Norops cumingii
- Norops cupreus
- Norops cuprinus
- Norops cusuco
- Norops cymbops
- Norops damulus
- Norops delafuentei
- Norops dollfusianus
- Norops duellmani
- Norops dunni
- Norops exsul
- Norops forbesi
- Norops fortunensis
- Norops fungosus
- Norops fuscoauratus
- Norops gadovii
- Norops garmani
- Norops gibbiceps
- Norops gracilipes
- Norops grahami
- Norops granuliceps
- Norops guafe
- Norops guazuma
- Norops haguei
- Norops hobartsmithi
- Norops homolechis
- Norops humilis
- Norops ibague
- Norops imias
- Norops intermedius
- Norops isthmicus
- Norops johnmeyeri
- Norops jubar
- Norops kemptoni
- Norops kreutzi
- Norops laeviventris
- Norops lemniscatus
- Norops lemurinus
- Norops limifrons
- Norops lineatopus
- Norops lineatus
- Norops liogaster
- Norops lionotus
- Norops loveridgei
- Norops lynchi
- Norops macrinii
- Norops macrolepis
- Norops macrophallus
- Norops maculiventris
- Norops mariarum
- Norops matudai
- Norops medemi
- Norops megapholidotus
- Norops meridionalis
- Norops mestrei
- Norops microlepidotus
- Norops microlepis
- Norops milleri
- Norops muralla
- Norops naufragus
- Norops nebuloides
- Norops nebulosus
- Norops nitens
- Norops notopholis
- Norops ocelloscapularis
- Norops omiltemanus
- Norops onca
- Norops opalinus
- Norops ophiolepis
- Norops ortonii
- Norops pachypus
- Norops parvicirculatus
- Norops pentaprion
- Norops petersii
- Norops pijolense
- Norops pinchoti
- Norops poecilopus
- Norops polylepis
- Norops polyrhachis
- Norops purpurgularis
- Norops pygmaeus
- Norops quadriocellifer
- Norops quaggulus
- Norops quercorum
- Norops reconditus
- Norops rhombifer
- Norops rivalis
- Norops roatanensis
- Norops rodriguezi
- Norops rubribarbaris
- Norops rubribarbus
- Norops sagrei
- Norops salvini
- Norops scapularis
- Norops schiedei
- Norops schmidti
- Norops sericeus
- Norops serranoi
- Norops simmonsi
- Norops sminthus
- Norops subocularis
- Norops sulcifrons
- Norops taylori
- Norops tolimensis
- Norops townsendi
- Norops trachyderma
- Norops tropidogaster
- Norops tropidolepis
- Norops tropidonotus
- Norops uniformis
- Norops utilensis
- Norops utowanae
- Norops valencienni
- Norops wampuensis
- Norops wermuthi
- Norops vicarius
- Norops villai
- Norops vittigerus
- Norops vociferans
- Norops woodi
- Norops yoroensis
- Norops zeus